# Bodor Aladár (festő)
Bodor Aladár (Fehértemplom, 1913. május 19. – Székesfehérvár, 2000. március 9.) festő, grafikus.

## Életútja
1938-ban végzett a Magyar Képzőművészeti Főiskolán mint ösztöndíjas, mesterei Karlovszky Bertalan és Szőnyi István voltak. Ezután tanársegéd volt, majd az 1940-es évektől Székesfehérváron dolgozott, itt többször is kiállította képeit. Művei tájképek és életképek.

## Egyéni kiállítások
- 1977 • Sukoró
- 1978 • Székesfehérvár
- 1979 • Videoton József Attila Művelődési Ház, Székesfehérvár.

## Válogatott csoportos kiállítások
- 1944 • Tavaszi Tárlat, Műcsarnok, Budapest • 7. Nemzetközi Képzőművészeti kiállítás
- 1954 • Ernst Múzeum, Budapest
- 1955 • Nemzeti Szalon, Budapest
- 1956 • Fejér megyei Képzőművészek Tavaszi Tárlata
- 1957 • Fejér megyei Képzőművészek Téli Tárlata
- 1965, 1966, 1980 • Fejér megyei Őszi Tárlat
- 1968 • IV. Balatoni Nyári Terem, Keszthely
- 1985 • Kollektív Képzőművészeti kiállítás, Székesfehérvár
- 1987 • VI. Dunántúli Tárlat.

## Köztéri művei
Szent István Király Múzeum, Székesfehérvár.